# فيديريكو هيريرا
فيديريكو هيريرا (بالإسبانية: Federico Herrera) هو سياسي بيروفي، ولد في 1845. انتخب رئيس مجلس الوزراء البيروفي ‏.